# Jeune Homme au bleuet
Le Jeune homme au bleuet est un tableau de Vincent van Gogh (1853-1890) conservé dans une collection particulière de Dallas aux États-Unis. Il date de juin 1890 et a été peint à Auvers-sur-Oise.

## Histoire
Vincent van Gogh s'installe le 20 mai 1890 à Auvers-sur-Oise dans le Vexin français, à trente-cinq kilomètres au nord-ouest de Paris, afin de se faire suivre par le docteur Gachet, ami des peintres et spécialiste des maladies nerveuses. Cette ultime période de la vie du peintre est féconde, puisqu'il compose plus de soixante-dix œuvres. Il meurt à Auvers le 29 juillet 1890 à une heure et demie du matin, après s'être tiré une balle de revolver dans la poitrine, le dimanche 27 juillet 1890, en plein champ.

## Description
Cette petite huile sur toile de 39 × 30,5 cm représente un adolescent rieur aux yeux bleus et aux cheveux décoiffés aux longues mèches d'un blond vénitien tirant sur le roux qui mâche un bleuet avec un air espiègle. Ce tableau sur fond jaune a été décrit par Jacob Baart de la Faille sous le numéro de catalogue 787. Dans une lettre à sa sœur Willemina, Vincent écrit en juin 1890 : « Ce qui me passionne le plus, beaucoup et bien davantage que tout le reste dans mon métier, c'est le portrait, le portrait moderne. »